# Rogécourt
Rogécourt település Franciaországban, Aisne megyében. Lakosainak száma 94 fő (2022. január 1.). Rogécourt Bertaucourt-Epourdon, Charmes, Danizy, Fressancourt és Versigny községekkel határos.

## Népesség
A település népessége az elmúlt években az alábbi módon változott:
| Lakosok száma | 89   | 78   | 91   | 80   | 99   | 101  | 105  | 106  | 106  | 94   |
|               | 1968 | 1982 | 1990 | 2006 | 2013 | 2015 | 2017 | 2019 | 2020 | 2022 |